# Traffik
Traffik es una película estadounidense de suspenso dirigida y escrita por Deon Taylor y protagonizada por Paula Patton, Omar Epps, Laz Alonso, Roselyn Sánchez, Luke Goss, William Fichtner y Missi Pyle. Sigue a un grupo de amigos que son aterrorizados por una pandilla de motociclistas en una remota casa rural. Fue estrenada el 20 de abril de 2018 por Summit Entertainment. 

## Sinopsis
Una pareja que busca una escapada romántica va a pasar un fin de semana a las montañas, pero tras un encuentro con una banda de moteros en una gasolinera empiezan a ser perseguidos por éstos. Solos en las montañas, tendrán que hacer todo lo posible para defenderse.

## Reparto
- Paula Patton como Brea.
- Omar Epps como John.
- Laz Alonso como Darren Cole.
- Roselyn Sánchez como malia.
- Luke Goss como Red, el líder de los ciclistas y la red de tráfico de personas.
- William Fichtner como Carl Waynewright.
- Amanecer Olivieri como Cara.
- Missi Pyle como alguacil Sally Marnes.
- Lorin McCraley como Billy.
- Adrian Bustamante como un despachador.

## Estreno
Lionsgate adquirió los derechos de la película por $5 millones en septiembre de 2017. Traffik fue estrenada el 20 de abril de 2018 por Summit Entertainment. Originalmente estaba programada para el 27 de abril de 2018, pero se movió una semana para evitar ser estrenada junto a Avengers: Infinity War.